# رئاسة بشار الأسد
بدأت رئاسة بشار الأسد في 17 يوليو 2000 خلفًا لوالده حافظ الأسد الذي شغل منصب رئيس سوريا من عام 1971 حتى وفاته في 10 يونيو 2000، حتى الإطاحة به في عام 2024 أثناء الحرب الأهلية السورية في 8 ديسمبر.
أدت برامج التحرير الاقتصادي المبكرة التي طبقها الأسد إلى تفاقم التفاوتات ومركزية السلطة الاجتماعية والسياسية للنخبة الدمشقية الموالية آل الأسد، مما أدى إلى تنفير سكان الريف السوري، والطبقات العاملة الحضرية، ورجال الأعمال، والصناعيين، وسكان معاقل البعث التقليدية. واندلاع ثورة الأرز في لبنان في فبراير/شباط 2005، بسبب اغتيال رئيس الوزراء اللبناني رفيق الحريري، أجبرت الأسد على إنهاء الاحتلال السوري للبنان.
في عام 2011 بدأت احتجاجات الربيع العربي في سوريا، حيث رد الأسد بقمع وحشي خلال أحداث الثورة السورية، والتي أدت إلى الحرب الأهلية السورية. وطالبت الولايات المتحدة والاتحاد الأوروبي وأغلبية أعضاء جامعة الدول العربية الأسد بالاستقالة. وأسفرت الحرب الأهلية عن مقتل حوالي 580 ألف شخص، منهم ما لا يقل عن 306 ألف حالة وفاة من المدنين؛ ووفقًا للشبكة السورية لحقوق الإنسان، فإن القوات الموالية للأسد تسببت في أكثر من 90٪ من تلك الوفيات بين المدنيين. ارتكبت حكومة الأسد العديد من جرائم الحرب خلال مسار الحرب الأهلية السورية، بينما نفذ جيشها عدة هجمات بالأسلحة الكيميائية (وأبرزها الهجوم الكيميائي في الغوطة الذي أسفر عن مقتل المئات معظمهم من المدنيين في 21 أغسطس 2013) وذكر المفوض السامي الأمم المتحدة لحقوق الإنسان أن نتائج تحقيق أجرته الأمم المتحدة تورط الأسد في جرائم حرب، وقد واجه تحقيقات دولية وإدانة لأفعاله.
في نوفمبر 2024، شنت المعارضة السورية عدة هجمات ضد البلاد بهدف الإطاحة بالأسد. في صباح يوم 8 ديسمبر/كانون الأول، عندما دخل الثوار دمشق لأول مرة، فر الأسد إلى موسكو وحصل على اللجوء السياسي من الحكومة الروسية. وفي وقت لاحق من ذلك اليوم، أصبحت دمشق في أيدي الثوار، وانهار نظام الأسد. وأكتشفت مقابر جماعية، ويُعتقد أن أكبرها يحتوي على 100 ألف جثة لمن عارضوا إدارة الأسد.
وصف الأكاديميون والمحللون رئاسة الأسد بأنها دكتاتورية شخصية للغاية، حكمت سوريا كدولة بوليسية شمولية وتميزت بالعديد من انتهاكات حقوق الإنسان والقمع الشديد. وفي حين وصفت حكومة الأسد نفسها بأنها علمانية، أشار العديد من علماء السياسة والمراقبين إلى أن نظامه استغل التوترات الطائفية في البلاد. وعلى الرغم من أن الأسد ورث هياكل السلطة وعبادة الشخصية التي رعاها والده، إلا أنه كان يفتقر إلى الولاء الذي تلقاه من والده، وواجه استياءً متزايداً ضد حكمه. ونتيجة لذلك، استقال العديد من الأشخاص من نظام والده أو قتلوا، واستبدل الدائرة السياسية الداخلية بموالين أقوياء من الطائفة العلوية.

## خلفية
في عام 1988 تخرج الأسد من كلية الطب وبدأ العمل طبيباً عسكرياً في مستشفى تشرين العسكري على مشارف دمشق. وبعد أربع سنوات، استقر في لندن لبدء التدريب بعد التخرج في طب العيون في مستشفى العيون الغربي. وُصف بأنه "رجل تكنولوجيا المعلومات المهووس" أثناء وجوده في لندن. كان لدى بشار تطلعات سياسية قليلة، وكان والده يعد شقيق بشار الأكبر باسل ليكون الرئيس المستقبلي. كان بشار يفتقر إلى الاهتمام بالسياسة أو الجيش على عكس باسل وشقيقه الأصغر ماهر وشقيقته الثانية بشرى. ويقال إن أبناء الأسد نادراً ما رأوا والدهم، وذكر بشار في وقت لاحق أنه دخل مكتب والده مرة واحدة فقط عندما كان رئيساً.
في 21 يناير 1994، كان باسل يقود سيارته المرسيدس الفاخرة بسرعة عالية وسط الضباب إلى مطار دمشق الدولي لركوب رحلة خاصة مستأجرة إلى فرانكفورت، ألمانيا، في طريقه لقضاء إجازة تزلج في جبال الألب في الساعات الأولى من الصباح، اصطدم باسل بحاجز، ولم يكن يرتدي حزام الأمان، وتوفي على الفور. وكان حافظ مخلوف معه ونقل إلى المستشفى متأثراً بجروحه بعد الحادث، بينما لم يصب السائق الذي كان يجلس في المقعد الخلفي بأذى.
بعد وفاة باسل بفترة وجيزة، قرر حافظ الأسد تعيين بشار الوريث الجديد. وعلى مدى السنوات الست والنصف وحتى وفاته في عام 2000، قام حافظ بإعداد بشار لتولي السلطة. وقد أوكلت إلى اللواء بهجت سليمان، الضابط في سرايا الدفاع، مهمة الإشراف على الاستعدادات للانتقال السلس، والتي تمت على ثلاثة مستويات. في البداية، بناء الدعم لبشار في الأجهزة العسكرية والأمنية. ثانياً، ترسيخ صورة بشار أمام الرأي العام. وأخيراً، أصبح بشار مطلعاً على آليات إدارة البلاد.
لتثبيت أوراق اعتماده في الجيش، التحق بشار بالأكاديمية العسكرية في حمص في عام 1994 وترقى في الرتب حتى أصبح عقيدًا في الحرس الجمهوري السوري قوات النخبة في يناير 1999. ولتأسيس قاعدة قوة لبشار في الجيش، دفع قادة الفرق القدامى إلى التقاعد، وتولى ضباط جدد شباب علويون موالون له مكانهم.
في عام 1998، تولى بشار مسؤولية ملف لبنان، الذي كان يتولاه منذ سبعينيات القرن العشرين نائب الرئيس عبد الحليم خدام، الذي كان حتى ذلك الحين مرشحاً محتملاً للرئاسة. ومن خلال توليه مسؤولية الشؤون السورية في لبنان، تمكن بشار من إبعاد خدام جانباً وإنشاء قاعدة سلطته الخاصة في لبنان. في العام نفسه، وبعد مشاورات بسيطة مع السياسيين اللبنانيين، نصب بشار إميل لحود، وهو حليف مخلص له، رئيسًا للبنان ودفع رئيس الوزراء اللبناني السابق رفيق الحريري جانبًا، من خلال عدم وضع ثقله السياسي وراء ترشيحه رئيساً للوزراء. ولإضعاف النظام السوري القديم في لبنان بشكل أكبر، استبدل بشار المفوض السامي السوري الفعلي في لبنان، غازي كنعان، برستم غزالة.
وبالتوازي مع مسيرته العسكرية، كان بشار منخرطاً في الشؤون العامة. ومُنح صلاحيات واسعة وأصبح رئيساً لمكتب تلقي شكاوى واستئنافات المواطنين، وقاد حملة ضد الفساد. ونتيجة لهذه الحملة، إحال العديد من منافسيه المحتملين للرئاسة إلى المحاكمة بتهمة الفساد. كما أصبح بشار رئيسًا للجمعية العلمية السورية وساعد في إدخال الإنترنت إلى سوريا، مما ساعد في تعزيز صورته كرجل حداثة ومصلح. كان الموالون البعثيون في الحزب والجيش والطائفة العلوية داعمين لبشار الأسد، مما مكنه من أن يصبح خليفة والده.

## السنوات المبكرة

وزير الدفاع آنذاك مصطفى طلاس إلى جانب بشار الأسد، 1 آب/أغسطس 2000. انشق طلاس وابنه مناف طلاس لاحقًا بعد الثورة السورية.

الأسد في عام 2004

بعد وفاة حافظ الأسد في 10 حزيران/يونيو 2000، عُدل الدستور السوري. وخُفض الحد الأدنى لسن الترشح للرئاسة من 40 إلى 34 عامًا، وهو سن بشار في ذلك الوقت. خاض الأسد الانتخابات بصفته المرشح الوحيد، وأصبح رئيسًا في 10 يوليو 2000، حيث حصل على 97.29% من الأصوات الداعمة لزعامته. وبموجب دوره رئيساً لسوريا، عُين قائدًا أعلى للقوات المسلحة السورية وأمينًا قطريًا لحزب البعث. وعقدت سلسلة من الانتخابات العامة كل سبع سنوات فاز بها الأسد بأغلبية ساحقة من الأصوات. ويعتبر المراقبون المستقلون الانتخابات بالإجماع عملية صورية وقاطعتها المعارضة. أجريت الانتخابات الأخيرة - التي عقدت في عامي 2014 و2021 - فقط في المناطق التي تسيطر عليها الحكومة السورية خلال الحرب الأهلية المستمرة في البلاد وأدانتها الأمم المتحدة.

## الحرب الأهلية السورية

### السقوط ومطالب تسليمه
شنت المعارضة السورية هجومًا ضد نظام الأسد في 27 نوفمبر 2024، وبعد 11 يوماً سيطرت المعارضة على دمشق في 8 ديسمبر. إن معركة دمشق أدت إلى انهيار نظام الأسد ونهاية رئاسته. وبعد ذلك غادر الأسد وعائلته البلاد إلى موسكو وحصلوا على حق اللجوء من الحكومة الروسية.
وقد طلبت الحكومة الانتقالية السورية من روسيا تسليمه لمحاكمته بتهم تتعلق بضلوعه بجرائم ضد الإنسانية، إضافة إلى تهم أخرى ناجمة بالأساس عن إشرافه على القمع الدموي للثورة السورية.